# Lifeline (web serie)
Lifeline è una web serie statunitense del 2017.
Le prime quattro puntate della serie sono state pubblicate l'11 ottobre 2017, mentre le quattro successive sono state distribuite settimanalmente dal 18 ottobre all'8 novembre 2017 su YouTube Premium.

## Trama
La serie racconta la storia di un'agenzia assicurativa che utilizza il viaggio nel tempo per prevenire la morte dei propri clienti.

## Episodi
| n° | Titolo                       | Pubblicazione    |
| -- | ---------------------------- | ---------------- |
| 1  | In 33 Days You'll Die        | 11 ottobre 2017  |
| 2  | There's A Chip In Her Arm    | 11 ottobre 2017  |
| 3  | Norah is Going to Die        | 11 ottobre 2017  |
| 4  | He Killed My Wife            | 11 ottobre 2017  |
| 5  | Face to Face With Her Killer | 18 ottobre 2017  |
| 6  | Killing Me, Won't Stop Me    | 25 ottobre 2017  |
| 7  | Playing God                  | 1º novembre 2017 |
| 8  | Conner Goes Red              | 8 novembre 2017  |